# Благодатне (Великоновосілківська селищна громада)
Благода́тне (до 18 лютого 2016 року — Октя́бр) — селище в Україні, у Великоновосілківській селищній громаді Волноваського району Донецької області. Населення становить 564 особи.

## Загальні відомості
Село розташоване на правому березі р. Мокрі Яли. Відстань до центру громади становить близько 6 км і проходить автошляхом Т 0518.

## Історія
Населений пункт є на карті 1989 року.
18 лютого 2016 року село було перейменовано з Октябр на Благодатне в ході декомунізації.
До 2020 року селище входило до складу Великоновосілківського району.
17 липня 2020 року населений пункт увійшов до складу Великоновосілківської селищної громади, Волноваського району.
У березні 2022 року окуповане російськими військами. 11 червня 2023 року звільнено 68-ою окремою єгерською бригадою ім. Олекси Довбуша.
5 грудня 2024 знову окуповане російськими військами.

## Населення
За даними перепису 2001 року населення селища становило 674 особи, з них 86,8 % зазначили рідною мову українську та 13,2 % — російську.

## Відомі люди
- Буровков Петро Васильович — український радянський діяч. Депутат Верховної Ради УРСР 9-го скликання.